# 中共中央关于农村无产阶级文化大革命的指示
《中共中央关于农村无产阶级文化大革命的指示（草案）》，也称农村十条，是1966年12月15日，文化大革命期间中共中央对于农村地区适用文化大革命运动而颁布的一个指示。

## 经过
1966年12月15日，中共中央政治局扩大会议在北京召开，会议讨论制定了《中共中央关于农村无产阶级文化大革命的指示》（草案），力图将文化大革命推向广大农村。此草案发布后，之前1966年9月14日发布的《关于县以下农村文化大革命的规定》也被取代。